# Plagiohammus thiodes
Plagiohammus thiodes är en skalbaggsart som först beskrevs av Bates 1880. Plagiohammus thiodes ingår i släktet Plagiohammus och familjen långhorningar.
Artens utbredningsområde är:
- Costa Rica.
- Panama.

Inga underarter finns listade i Catalogue of Life.